# Onissime Pankratov
Pour les articles homonymes, voir Pankratov.
Onissime Petrovitch Pankratov (en russe : Онисим Петрович Панкратов), né le 9 février 1883 à Penza et mort le 27 août 1916 près de Dvinsk, est un athlète et pilote d'avion russe, héros de la Première Guerre mondiale.
Il est célèbre pour avoir effectué de 1911 à 1913 un tour du monde à vélo.

## Biographie
Fils de paysans de la province de Penza, il est éduqué au lycée de Troitskoïe.
En 1906 (ou 1908), il s'installe à Harbin, où il s'inscrit à la Société des athlètes de Harbin et à la Société des volontaires du feu. En 1911, il obtient une haute récompense pour son courage lors d'une épidémie de peste et de nombreuses autres récompenses comme pompier.

### Tour du monde cycliste
Pankratov commence à s'impliquer dans le cyclisme au printemps 1910. À la fin de la saison, il est devenu l'un des meilleurs coureurs de Harbin. Il décide alors de se lancer dans le tout premier tour du monde à vélo.
Parti de Harbin le 10 juillet 1911, il franchit les milliers de kilomètres impraticables de la Sibérie sur un vélo lourdement chargé de bagages et atteint Saint-Pétersbourg le 23 novembre. Après avoir résolu les problèmes financiers qui s'étaient posés, il se déplace plus à l'ouest et gagne Berlin. Ayant appris que l'itinéraire direct qu'il a initialement prévu a déjà été parcouru par d'autres cyclistes, il profite de la convention sportive internationale de Berlin, prévue 20 ans plus tôt, pour un parcours circulaire à travers l'Europe, rappelant le chiffre « 8 ». À partir de Berlin, il traverse l'Allemagne et la Suisse, passe les Alpes, traverse l'Italie du Nord, l'Autriche-Hongrie, la Serbie, la Bulgarie, la Turquie, la Grèce, revient en Turquie, où un incident désagréable se produit - le voyageur est battu par des gendarmes turcs. Après avoir été libéré avec la participation du consul de Russie, il est de nouveau retourné en Italie, où il est tombé malade du paludisme pendant près d'un mois et est de nouveau emprisonné pour espionnage. Libéré, après une collision avec un motocycliste, il doit se soigner et est immobilisé pendant un mois. Enfin, il gagne la France, l'Espagne, le Portugal, retourne en Espagne et en France, traverse le Pas de Calais où il s'embarque pour l'Angleterre qu'il joint le 3  janvier 1913.
Le voyage à travers l'Europe dure un an. La prochaine étape est le Nouveau Monde. Pankratov traverse l'Atlantique sur un bateau à vapeur et atteint New York. En quatre mois, il gagne San Francisco. Le 24 mai 1913, la traversée de l'océan Pacifique commence, avec une escale à Hawaï. En moins de trois semaines, il se retrouve au Japon qu'il traverse, passe la Corée et la mer Jaune, rejoint la Chine et, le 28 juillet 1913, termine son tour du monde en revenant à son point de départ de Harbin. À Harbin, il est aussitôt accueilli par toute une cérémonie avec orchestre et honoré.
Pendant le voyage, Pankratov a utilisé un vélo du système Gritsner. Il a changé 52 pneus supérieurs et 36 pneus intérieurs, 9 chaînes, 8 pédales, 4 selles, 2 guidons, de nombreuses lumières, cloches et autres pièces plus petites. Après la fin du voyage, il se repose chez des amis de Moscou puis à Saint-Pétersbourg, où il apprend à conduire une voiture et réussit l'examen du permis de conduire.

### Première Guerre mondiale
Après le déclenchement de la Première Guerre mondiale, il entre dans l'armée comme volontaire et le 20 juin 1914, est enrôlé comme soldat à l'école d'aviation militaire de Gatchina, où il suit un cours de formation pour voler sur un avion Farman. Le 30 août 1914, il est affecté au 12e Corps d'escadron.
Le 4 novembre 1914, alors qu'il effectue une reconnaissance aérienne des positions ennemies, son avion est abattu et fait un atterrissage d'urgence, au cours duquel il est gravement blessé. Après sa convalescence, le 14 avril 1915, il est promu sous-officier subalterne et est transféré au 26e Corps d'escadron, mais n'y reste pas, car le 2 juin, il est transféré au 33e Corps d'escadron. Il reçoit les croix de Saint-Georges des 4e, 3e et 2e degrés et la médaille de Saint-Georges. Le 24 août 1915, il st promu enseigne.
Le 15 février 1916, il est muté au 5e escadron d'aviation de chasse. Le 27 août 1916, en tant qu'observateur-mitrailleur, il vole avec le lieutenant-pilote français Henri Laurent pour intercepter les chasseurs ennemis ; ayant abattu un avion, ils sont eux-mêmes abattus et tués.
Pankratov reçoit à titre posthume l'Ordre de Saint-Georges de 4e degré le 1er octobre 1916 par ordre suprême. Également à titre posthume, il est récompensé de l'Ordre de Sainte-Anne, 4e degré (3 janvier 1917) et de Saint Stanislas, 3e degré avec des épées et un arc (12 mai 1917).
Il a été enterré avec les honneurs militaires au cimetière Arskoïe à Kazan. Pendant longtemps, la tombe a été considérée comme perdue, mais en 2019, elle a été re-découverte.